# Paolino Bigazzini
Paolino Bigazzini anche noto come Paolino da Coccorano (Perugia, XIII secolo – Sambuco di Valfabbrica, 4 maggio 1280) è stato un monaco cristiano italiano dell'ordine benedettino, afferente alla Congregazione Silvestrina. È venerato come santo dalla Chiesa cattolica.

## Biografia
Paolino Bigazzini nacque a Perugia nella prima metà del XIII secolo dalla nobile famiglia dei Bigazzini. Si fece monaco nel monastero dei santi Marco e Lucia del Sambuco, feudo di famiglia, fondato intorno al 1260 nel territorio di Perugia, non lontano dal castello di Coccorano, distante da Fabriano circa 40 km. Fu di esempio alla comunità per l'austerità e la semplicità della vita.
Fu uno dei primi discepoli di Silvestro Guzzolini e raggiunse in breve tempo un alto grado di perfezione monastica. Alla morte di Silvestro, Paolino sentì suonare a distesa la campana maggiore dell'eremo di Fabriano. Amante dell'osservanza regolare e della disciplina monastica, il 26 novembre 1267, rapito in estasi mentre si trovava nel monastero, avrebbe ricevuto da Dio la rivelazione che l'anima del santo fondatore se ne volava in cielo. Prova della sua santità sarebbero stati i numerosi prodigi compiuti in vita e dopo la morte, avvenuta il 4 maggio del 1280.
Fu sepolto nella chiesa del monastero di Sambuco, poi fu trasferito nella chiesa di Santa Maria Nuova di Perugia. Il suo culto, assai diffuso a Perugia e dintorni, è testimoniato fin dal XIV secolo.

## Agiografia
Dalle Cronache Silvestrine di Sebastiano Fabrini: